# Mössingen
Mössingen è una città tedesca situata nel Land del Baden-Württemberg.